# Apex Legends
Ејпекс Леџендс је бетл ројал игра развијена од стране Респон Ентертејнмент и објављена од стране EA. Издата је за Мајкрософт Виндоуз, PlayStation 4 и Xbox One 4. фебруара 2019. године, без претходне најаве или маркетинга.
Игра спаја елементе из разних видео игара; бетл ројал игре, класне пуцачине и оне са еволуирајућим наративима. Отприлике шездесет играча се суочавају једни против других на острву у тимовима од по три играча, са једним играчем који контролише где се њихов одред налази. Тимови онда морају да сакупе оружје и друге ресурсе да се боре против других одреда, простор за игру се постепено смањује, док један тим не остане, чиме се завршава меч. Игра такође садржи могућност да оживите ваше саиграче у одређеном временском периоду. Комуникација са члановима тима може се обавити путем гласовног разговора или путем пинг система, омогућавајући тимским колегама да са лакоћом означе залихе, локације и непријатеље. Игра има девет хероја које можете да бирате (иако су три од њих закључана) и имају систем за микротрансакције за козметичке предмете.
Концепт игре је остварен током развоја нове игре Тајтнфол, након што је компанија ЕА купила Респон 2017. године. Изненадни успех жанра бетл ројал натерао је програмере да креирају своју властиту која укључује елементе серије, поред концепата који се виде у играма током протекле деценије. Након објављивања, програмери су у будућности објавили планове за игру на више платформи, као и портове за iOS, Андроид и Нинтендо Свич.
Ејпекс Леџендс је добила веома позитивне критике од критичара, који су похвалили њен гејмплеј, систем прогресије и фузију елемената из различитих жанрова. Неки су га сматрали достојним конкурентом Фортнајт бетл ројал, сличној игри која је стекла велику популарност у претходној години. Игра је премашила 25 милиона играча до краја прве недеље, а 50 милиона у првом месецу. 

## Гејмплеј
Ејпекс Леџендс je бетл ројал игра, која позајмљује концепате херојских пуцачина, које се одржавају 30 година након догађаја Тајтнфол 2. Ејпекс се разликује од већине бетл ројал игара укључивањем Легенди, предефинисаних хероја са јединственим способностима које спадају у улоге као што су напад, одбрана, подршка и реконструкција. Играчи су груписани у три тима, сваки играч бира јединствену легенду, а сваки меч има до 20 такмичарских тимова. Сви тимови почињу без икакве опреме и прелазе преко мапе игре преко летелице из случајног правца из којег падају на било које место на мапи на које могу доћи. Тимови претражују мапу за оружје, муницију и другу опрему док се боре да буду последњи преживели тим, док остају унутар сигурне зоне која се стално смањује на мапи. Играч може бити оборен у рањивом стању, остављајући их само у стању да пузу за покриће или дођу до једног саиграча, који их може оживети. Ако играч крвари, или противник користи финишер на њима, они се онда елиминишу, испуштајући своју опрему да буде опљачкана и банер. Играч може потенцијално бити поново забележен ако њихови припадници опораве овај банер у ограниченом временском периоду и однесу га на један од неколико Spawn Beacon-а, који су разбацани на мапи. Ејпекс има и говорну комуникацију са тимовима и контекстуални комуникацијски приступ једним тастером који омогућава играчу да пингује ствари као што су оружје, противници или тачке налажења. 
Ејпекс Леџендс је бесплатан за игру и подржан кроз микротрансакције за козметичке предмете и хероје. Нови козметички артикли могу се добити од отварања Ејпекс пакета, који садрже насумични асортиман награда, или трошење валута унутар игре, материјале за прављење, који се добија преко Ејпекс пакета. Ејпекс пакети се бесплатно добијају када играч добије ниво искуства. Поред тога, играчи добијају Легенде за играње мечева. Коначна валута, Ејпекс новчиће, купује се са стварним валутама и може се користити за куповину Ејпекс пакета, откључавање легенди или куповину одређене козметике. 

## Развој
Респавн Ентертаинмент је раније створио оба Тајтнфол (2014) и њен наставак Тајтнфол 2 (2016) као независан студио; Електроник Артс је подржао објављивање ових наслова, а 2017. је купио Респон.
Док је Респавн почео да ради на потенцијалној Тајтнфол 3 игри, гледали су пејзаж гејминг заједнице око 2017. године, када је Плејераноун Бетлграундс почео да скида и популаризује бетл ројал жанра. Респон је већ тестирао Тајтнфол  концепте у формату игре за преживљавање који су нашли добро и почели су да експериментишу са овим концептима у оквиру бетл ројалa, иако су брзо схватили да поседовање пилотских Титана било би веома неповољно за оне који су пешаци у бетл ројалу, и уместо тога били фокусирани на стварање јаких карактерних класа које се уклапају у Тајтнфол  универзум. Осим тога, Респон је желео да настави игру која би искористила потенцијалне приходе у бесплатним играма, и дошла на идеју Ејпекс, стављајући већи део напора студија да изврши почетно снажно ослобађање и одустане од даљег развоја Тајтнфол 3. ЕА је скептицизирао овај приступ и сматрао га је ризичним, према Респон-овом Дру МекКоју, али успех Фортнајт Бетл Ројал је показао да су такви приступи били могући. 
У јединственом потезу за ЕА, Респон је задржао развој Ејпекс Леџендса као тајну до објављивања; МекКој је изјавио да желе да играчи формирају своје мишљење о игри, а не на онлајн форумима, на тај начин охрабрујући играче да испробају игру уместо да се ослањају на маркетинг и друге промотивне садржаје пре објављивања. 

## Производња
Риспавн ентертејнмент је претходно створио и Titanfall (2014) и његов наставак Titanfall 2 (2016) док је независан студио, Електроник Артс подржао објављивање ових наслова, а 2017. је и купио Риспавн. Када је Риспавн почео са радом на потенцијалној Titanfall 3 igri, гледали су разноликост гејминг заједнице око 2017. године, када је PlayerUnknowns Battlegrounds почео да добија на популарности и популаризује жанр battle royale. Риспавн је већ тестирао Titanfall концепте у формату игре за преживљавање који су је дао добре резултате и почели да експериментишу са овим концептима у оквиру battle royale-a, иако су брзо шватили да би поседовање Титана (велики роботи) било веома неповољно за оне који су без њих у battle royale-, и уместо тога се фокусирали на стварање јаких карактерних класа које се уклапају у Titanfall универзум. Поред тога, Респавн је желео да настави игру која би искористила потенцијалне приходе у фрее то плаy играма, и дошла је до концепта Apex legends-а, стављајући већи део труда студија да направи почетно снажно издање и одустане од даљег развоја Titanfall 3. Електроник артс је био скептичан према овом приступу и сматрао га је ризичним, према Дру Мкоиу из Риспавна, али успех Fortnite-а показао је да су такви приступи могући.
У јединственом потезу за Електроник артс, Риспавн је задржао развој Apex Legends-а као тајну све до објављивања; Мкој је изјавио да желе да играчи сами формирају своје мишљење о игри, а не на онлајн форумима, на тај начин охрабрујући играче да испробају игру умјесто да се ослањају на маркетинг и друге промотивне садржаје пре објављивања.
Apex Legends је инспирисан различитим пуцачким игрицама последње деценије: Банџиејев Halo и Destiny који су укључили иновативне борбене системе са еволуирајућом нарацијом, Убисофтов Tom Clancy's Rainbow Six Siege kоји је демонстрирао употребу јединствених класа за динамичку промену иначе једноставне формуле, и Близард Ентертејнментов Overwatch за побољшање концепта хероја.
Игра је изграђена на Source engine-у, исто као и претходне Titanfall игре. Систем паметне комуникације је побољшаван тако што је игра испробавана месец дана без коришћења гласовног разговора и кориштењем насумичних имена за експериментисање како су очекивали да ће већина играча искусити игру. Тим је тестирао промену неких од гомиле карактеристика, као што су величина мапе, број играча у игри и величина екипе, и открио да је 60 играча у тимовима од по три на карти за испоруку било најзабавнији за играње, изјавио је директор компаније Респавн Винс Зампела. Риспавн није одбацио могућност пружања нових мапа или алтернативних начина игре у будућности.
Пре него што је лансиран, Мкои је потврдио планове за имплементацију cross-platform-а у Apex Legends-у у будућности. Иако је ово планирано, унакрсни напредак и унакрсне куповине нису могуће због ограничења хардвера. Мкои је такође изјавио да би и они касније хтјели да Apex Legends дође на iOS, Android i Nintendo Switch, иако то тренутно није планирано.
Тенсент је изјавио да сарађују са Електроник артсом како би довели Apex Legends у Кину, помажући да се игра пробије кроз строги процес одобравања у земљи.
Унутар мапе од игре, играчи су пронашли барем једну малу плишану играчку чудовишта из Loch Ness-а, названу Неси, која је такође нађена на разним Titanfall мапама, а ако је упуцана од стране играча, кратка порука се појављује у killfeed-у; Риспавнови менаџери заједнице су признали да можда постоји већа тајна везана за ове у игри.

## Одзив
Након објављивања, Apex Legends је добио опште позитивне критике у складу са Метакритиком. Неке публикације, укључујући Дистрактоид, Гејм Информер, GamesRadar +, и ПЦ Гејмер, назвале су га једним од најбољих интерпретација жанра battle royale до сада, и достојним противником за Fortnite-овом доминацијом жанра.
Критичари су похвалили борбу у Apex Legends-у. Дистрактоид је споменуо пиштољ у игри као најбољи што су до сада искусили у battle royale-у, међутим, изостављени су механичари из бивших Titanfall-ових наслова. Насупрот томе, Јави Гвалтнеи из Гејм Информера изјавио је да није пропустио избацивање Титана и других уклоњених елемената из претходних игара, сугеришући да је борба била задовољавајућа и да је пиштољ био снажан. Он је додао да додавање хероја може да допринесе претераним борбама од других игара.
Рецензенти су такође похвалили комуникациони систем у игри. Ки Хун Ћан из Полигонса је изјавио да је то „учинило гласовни разговор са странцима углавном непотребним”, и био је симбол Apex Legends-ове приступачности и проницљивости. Dистрактоид је такође уживао у механичару, а додатно је посумњао да ће постати нови стандард за будуће игре у жанру battle royale.
| Рецензије   | Рецензије |
| Публикатор: | Оцена:    |
|             | 8,5/10    |
|             | 9,25/10   |
|             | 9/10      |
|             | 5/5       |
|             | 9/10      |
|             | 17/20     |
|             | 93/100    |
|             | 4/5       |
| ----------- | --------- |

### Број играча и зарада
Осам сати након излаза у продају, игра је надмашила милион јединствених играча,и достигла је 2,5 милиона јединствених играча у року од 24 сата. За недељу дана након објављивања, достигло је 25 милиона играча, са више од 2 милиона истовремено повезаних играча и на крају првог месеца достигло је 50 милиона играча. У току првог месеца, Apex Legends је зарадио 92 милиона долара прихода на свим платформама, што је био највећи износ који је зарадио било који free-to-play током његовог лансирања.
Apex Legends је објављен 4. фебруара 2019. године, у понеђељак пре него што је Електроник артс објавила своје најновије кварталне финансијске резултате, који нису испунили очекивања и узроковали пад вредности деоница ЕА-а за 13% следећег дана. Међутим, како су се вести и популарност Apex Legends-а шириле, аналитичари су видели игру као нешто што ће пркосити доминацији Fortnite-а, и до тог петка, 8. фебруара 2019. године, Електроник артс је доживела највећи раст вредности деоница од 2014. године. од изненадног успеха Apex Legends.